# Kerria lacca
Kerria lacca (лат.) — вид полужесткокрылых насекомых-кокцид рода Kerria из семейства лаковых червецов Kerriidae. Имеют коммерческое значение, культивируются для производства шеллака.

## Распространение
Южная и Юго-Восточная Азия (Бангладеш, Мьянма, Китай, Индия, Шри-Ланка, Малайзия, Непал, Пакистан, Тайвань). Области интродукции: Закавказье (Азербайджан, Грузия), Южная Америка (Гайана).

## Описание
Мелкие лаковые червецы (1—2 мм).
Питаются соками растений, таких семейств как Анакардиевые, Анноновые, Кутровые, Берёзовые, Тыквенные, Dipterocarpaceae, Эбеновые, Эритроксиловые, Молочайные, Бобовые (лаковое дерево Butea monosperma), Ореховые, Дербенниковые, Мальвовые, Meliaceae, Proteaceae, Крушиновые (Зизифус мавританский Ziziphus mauritiana, Ziziphus jujuba), Розовые, Рутовые, Ивовые, Сапиндовые, Виноградовые.
В Индии около трех миллионов человек заняты добычей лака, которого производятся около 18 000 тонн в год. Около 80 процентов производимой в стране продукции идет на экспорт, в результате чего объем торговли составляет от 16 до 22 млн долларов США.
Среди врагов Kerria lacca такие насекомые (паразиты и хищники) как Aphelinidae: Coccophagus lycimnia; Coccophagus tschirchii; Marietta javanensis; Blastobasidae: Holocera pulverea; Pseudohypatopa pulverea; Braconidae: Bracon greeni; Chrysopidae: Chrysopa madestes; Encyrtidae: Erencyrtus dewitzi; Ooencyrtus kerriae; Parechtrodryinus clavicornis; Eulophidae: Aprostocetus bangaloricus; Tachardiaephagus tachardiae; Tetrastichus purpureus; Eupelmidae: Eupelmus tachardiae; Gelechiidae: Lacciferophaga yunnanea; Noctuidae: Eublema scitula; Eublema amabilis; Tineidae: Nemapogon granellus; и брюхоногие моллюски Planorbidae (катушки Anisus).
Вид был впервые описан в 1782 году энтомологом Дж. Керром (Kerr, J.) под первоначальным названием Coccus lacca Kerr, 1782. Kerria lacca включён в состав рода Kerria вместе с видами K. greeni, K. javana и другими.